# (5360) Рождественский
(5360) Рождественский (лат. Rozhdestvenskij) — типичный астероид главного пояса, открыт 8 ноября 1975 года советским астрономом Николаем Черных в Крымской астрофизической обсерватории и 20 июня 1997 года назван в честь поэта Роберта Рождественского.

## Обнаружение и именование
(5360) Рождественский
Открыт 8 ноября 1975 года в Научном Н. С. Черных.
Назван в память о Роберте Ивановиче Рождественском (1932—1994) — выдающемся поэте и журналисте, одном из самых популярных российских поэтов-песенников. В течение 15 лет он писал и представлял телевизионную программу «Документальный экран». Его книги были переведены на многие языки, и он получил множество литературных премий. В своих последних стихотворениях он предстал не только как поэт-лирик, но и как философ, показавший величие и трагизм своего времени. Он организовал публикацию произведений Осипа Мандельштама, отредактировал первый сборник стихов Владимира Высоцкого и организовал Мемориальный музей Марины Цветаевой.
Оригинальный текст (англ.)5360 Rozhdestvenskij
Discovered 1975-11-08 by Chernykh, N. S. at Nauchnyj.
Named in memory of Robert Ivanovich Rozhdestvenskij (1932—1994), outstanding poet and journalist, one of the most popular Russian poet-songwriters. For 15 years he wrote and presented the television program The Documentary Screen. His books were translated into many languages, and he won many awards for literature. In his last poems he appeared, not only as a lyric poet, but also as a philosopher who showed the grandeur and tragedy of his time. He arranged for the publication of Osip Mandelshtamʹs works, edited the first collection of Vladimir Vysotskijʹs poems and organized Marina Tsvetaevaʹs Memorial Museum.
Источники: DISCOVERY.DB; M.P.C. 30097.

## Орбита

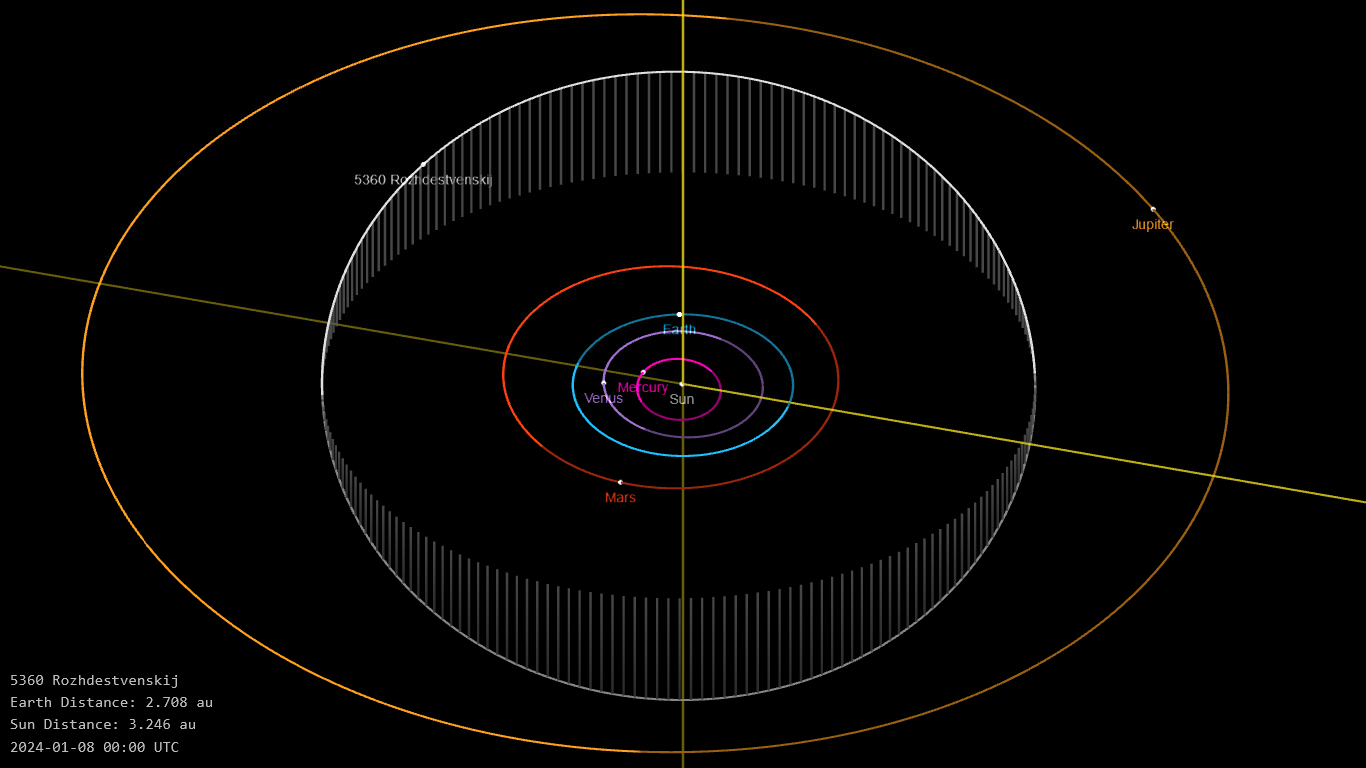
Орбита астероида Рождественский и его положение в Солнечной системе

## Физические характеристики
Астероид относится к таксономическому классу C.
По результатам наблюдений в видимом и ближнем инфракрасном диапазоне космического телескопа NEOWISE диаметр астероида оценивался равным 28,062±2,182 км. Согласно тому же источнику альбедо оценивается как 0,056±0,011.